# Henryk Gorzechowski
Henryk Witold Gorzechowski (ur. 7 października 1892 w Warszawie, zm. wiosną 1940 w Katyniu) – porucznik kawalerii Wojska Polskiego, ofiara zbrodni katyńskiej.

## Życiorys
Urodził się jako trzeci syn Henryka Adolfa i Zofii z domu Tonkel-Ślepowron. Ojciec był powstańcem z 1863, naczelnikiem Archiwum Warszawskiego Towarzystwa Kredytowego Ziemskiego. Braćmi Henryka Gorzechowskiego byli Jan ps. „Jur”, członek Organizacji Bojowej PPS, generał brygady (w latach 1922–1929 mąż Zofii Nałkowskiej) i Józef, późniejszy pracownik MSZ.
Uczył się w szkołach warszawskich (1902–1908), później w 1 Gimnazjum Filologicznym w Kijowie (egzamin). Ukończył Szkołę Rolniczą w Puławach. W latach 1911–1914 pracował w majątku ziemskim na Wołyniu w charakterze agronoma.
Po wybuchu I wojny światowej, celem uniknięcia wcielenia do armii rosyjskiej, 1 listopada 1914 w Płoskirowie ochotniczo zgłosił się do 1 sotni Inguskiego Konnego Pułku Kaukaskiej Tubylczej Dywizji Konnej. Na froncie wojennym walczył od grudnia 1914 na froncie wschodnim przeciw armii austriackiej. 1 stycznia 1915 otrzymał awans na młodszego podoficera, 29 maja awansowany do stopnia wachmistrza. W marcu 1917 ukończył szkołę chorążych w Kijowie. Wówczas w randze chorążego był dowódcą plutonu w pułku na terenie Besarabii. 28 sierpnia 1917 został awansowany do stopnia podporucznika. Od 3 października 1917 wraz z pułkiem przebywał we Władykaukazie służył w ramach ochrony miasta. Po wkroczeniu i zajęciu miasta przez bolszewików, aresztowany w marcu 1918, następnie zwolniony. Z zamiarem powrotu do Polski wyruszył na zachód, przez Moskwę (stamtąd wcześniej wyjechał jego brat Józef, na którego pomoc pierwotnie liczył Henryk Gorzechowski), po czym przedostał się do Petersburga i 26 grudnia 1918 został aresztowany przez bolszewików przy granicy z Finlandią. Przez pół roku był przetrzymywany w Petersburgu, skąd na początku lipca 1919 został przeniesiony na Łubiankę w Moskwie. Pracował w tym miejscu przy piłowaniu dzwonów kościelnych, które wcześniej bolszewicy zarekwirowali w cerkwiach. Tam miał go poznać kierujący Czeka Feliks Dzierżyński, znający jego brata. Ponadto odwiedzała go śpiewaczka w teatrze moskiewskim, charytatywna działaczka Komitetu Pomocy Więźniom, Julia Prachnicka, z którą Henryk Gorzechowski ożenił się podczas pobytu w więzieniu. Starania celem jego uwolnienia czynili jego brat oraz dwaj byli osadzeni z nim na Łubiance, Jan Żarnowski i Stanisław Korsak (zwolnieni w pierwszej połowie roku). 13 listopada 1919 został zwolniony z więzienia, jednak zatrzymany w Moskwie jako zakładnik. Zamieszkał wówczas wraz z żoną w dzielnicy Arbat. Po czterech miesiącach, w tym charakterze, 4 marca 1920 został odesłany w pobliże linii frontu sowiecko-polskiego, po czym 15 marca wraz z żoną trafił do Polski w trybie wymiany za działacza komunistycznego Karola Radka i jego małżonkę (wymiany dokonano w Małaszewiczach).
Po powrocie do niepodległej Polski, w maju 1920 zamieszkał przy ulicy Hożej 37 m. 5 w Warszawie. Po złożeniu wyjaśnień dotyczących swojej historii i służby wojskowej w armii rosyjskiej, po czym 15 lipca 1920 został przyjęty do Wojska Polskiego. Został dowódcą oddziału uzupełnień w szwadronie zapasowym 2 pułku strzelców konnych w Pińczowie. Uczestniczył w wojnie polsko-bolszewickiej. Od 1 września do 20 listopada 1920 pełnił funkcję dowódcy szkoły podoficerskiej 2 pułku strzelców konnych. Następnie w przemianowanym 2 psk na 4 pułk strzelców konnych Ziemi Łęczyckiej od 29 listopada 1920 do 30 września 1921 sprawował stanowisko dowódcy pułku. Później został dowódcą plutonu w 16 pułku Ułanów Wielkopolskich w Bydgoszczy. W 1921 postawiono mu zarzut służby w armii rosyjskiej już po powstaniu Wojska Polskiego i niechęć do powrotu do ojczyzny. Z zarzutu oczyścił go Oficerski Trybunał Orzekający. 11 czerwca 1922 został awansowany do stopnia porucznika ze starszeństwem z dniem 1 czerwca 1919. 9 stycznia 1923 został dowódcą szwadronu technicznego, a 5 sierpnia dowódcą szwadronu liniowego w 16 pułku ułanów. Po nieporozumieniach z przełożonym, 5 listopada 1924 został oficerem kadrowym w pułku, jednak z tego typu pracy wkrótce zrezygnował.
Z dniem 24 stycznia 1925 został przeniesiony do Korpusu Ochrony Pogranicza. 8 lutego 1925 rozpoczął służbę w 4 szwadronie KOP. Od 2 listopada 1927 do 5 czerwca 1928 był słuchaczem kurs doskonalacego młodszych oficerów w Obozie Szkolnym Kawalerii w Grudziądzu. Następnie służył ponownie w pułku, po czym 15 października 1928 rozpoczął drugi kurs w CWK w zakresie jazdy konnej, którego nie ukończył. Po przebyciu choroby 18 sierpnia 1929 ponownie trafił do pułku. 1 września 1929 otrzymał urlop na czas nieograniczony, był na 22. lokacie do awansu na stopień rotmistrza. Z dniem 31 grudnia 1929 został przeniesiony w stan spoczynku na podstawie stwierdzonej przez komisję superrewizyjną utraty zdolności fizycznej.
Następnie wraz z żoną i synem Henrykiem Mikołajem wyprowadził się z Bydgoszczy i zamieszkał w Gdyni przy ulicy Śląskiej 80. Zawodowo pracował w firmie eksportującej węgiel.
Wobec zagrożenia konfliktem zbrojnym, na przełomie lipca/sierpnia 1939 ochotniczo zgłosił się do macierzystego 16 pułku ułanów. Po wybuchu II wojny światowej w okresie kampanii wrześniowej pełnił w nim stanowisko dowódcy taboru bojowego. Po agresji ZSRR na Polskę w dniu 17 września 1939, podczas kierowania się w stronę granicy z Rumunią został wzięty do niewoli przez Sowietów. Wpierw został osadzony w obozie zbiorczym w Szepetówce, gdzie spotkał się ze swoim synem, również aresztowanym. W późniejszej relacji syna, Henryk Gorzechowski spotkał tam Ingusza, byłego znajomego z Kaukaskiej Tubylczej Dywizji Konnej, wówczas funkcjonariusza NKWD (w obozie przekazał mu jedzenie).
Następnie wraz z innymi jeńcami zostali przetransportowani do obozu w Kozielsku i tam osadzeni w obszarze klasztornym. W ostatnim transporcie z 11 maja 1940 został przetransportowany do Katynia i rozstrzelany przez funkcjonariuszy Obwodowego Zarządu NKWD w Smoleńsku oraz pracowników NKWD przybyłych z Moskwy na mocy decyzji Biura Politycznego KC WKP(b) z 5 marca 1940. Jest pochowany na terenie obecnego Polskiego Cmentarza Wojennego w Katyniu, gdzie w 1943 jego ciało zostało zidentyfikowane w toku ekshumacji prowadzonych przez Niemców pod numerem 197 (przy zwłokach zostały odnalezione dowód osobisty i dwie pocztówki).
Jego żoną była Julia Prachnicka (ur. 1892 w Odessie, jej matką była Inguszka Katarzyna Szetkar, a ojciec Mikołaj Prachnicki był Polakiem), z którą miał syna Henryka Mikołaja (ur. 28 lutego 1921 we Włocławku, zm. w październiku 1989, żonaty z Marią z domu Dziekońską). Syn Henryk, maturzysta z 1939, od lipca ochotnik ułan w 3 szwadronie liniowym 16 Pułku Ułanów, został także aresztowany przez sowietów w 1939 w okolicach rzeki Turia. Wraz z ojcem spotkali się w obozie zbiorczym w Szepetówce, a następnie byli jeńcami obozu w Kozielsku. W dniu 28 lutego 1940, z okazji urodzin syna, ojciec podarował mu wyrzeźbiony w kawałku drewna sosnowego obraz, przedstawiający Matkę Bożą, określony później jako Matka Boska Kozielska (także Matka Boża Katyńska). Henryk Gorzechowski syn uniknął losu ojca oraz tysięcy oficerów zamordowanych w ramach zbrodni katyńskiej i dzień po wywózce ojca, 12 maja 1940, został wywieziony z obozu, trafił do obozu jenieckiego NKWD w Griazowcu, tym samym został jednym z ocalonych z kaźni. Został żołnierzem armii Andersa, przeszedł z nią szlak bojowy, a następnie walczył na froncie zachodnim, po czym wrócił do Polski. Po śmierci Henryka Mikołaja, wnuk por. Henryka Gorzechowskiego, Henryk Wacław (ur. 1967) przekazał obraz Halinie Młyńczak, córce Gustawa Szpilewskiego, także zamordowanego w Katyniu w 1940. W 2002 obraz Matki Bożej Katyńskiej został umieszczony w kaplicy Katyńskiej w katedrze polowej Wojska Polskiego w Warszawie.

## Upamiętnienie
5 października 2007 minister obrony narodowej Aleksander Szczygło mianował go pośmiertnie na stopień kapitana. Awans został ogłoszony 9 listopada 2007, w Warszawie, w trakcie uroczystości „Katyń Pamiętamy – Uczcijmy Pamięć Bohaterów”.
27 maja 2011, w ramach akcji „Katyń... pamiętamy” / „Katyń... Ocalić od zapomnienia”, przy Zespole Szkół Ogólnokształcących w Helu został zasadzony Dąb Pamięci honorujący por. Henryka Gorzechowskiego.

## Odznaczenia
- Żołnierski Krzyż Świętego Jerzego (za udział w bitwie pod wsią Petlikowce Nowe 19 września 1915)
- Order Świętej Anny